# Liste des basiliques de la Ligurie
Cette liste recense les basiliques de la Ligurie, Italie.

## Liste
- Camogli
  - Basilique Santa Maria Assunta
- Ceranesi
  - Sanctuaire Nostra Signora della Guardia
- Cogorno
  - Basilique dei Fieschi
- Finale Ligure
  - Basilique San Biagio
- Gênes
  - Basilique Santissima Annunziata del Vastato
  - Basilique Santa Maria Immacolata
  - Basilique Santa Maria Assunta
  - Basilique Nostra Signora dell'Assunta
  - Basilique San Siro
  - Basilique Santa Maria delle Vigne
- Imperia
  - Basilique San Maurizio
- Lavagna
  - Basilique Saint-Stéphane
- Pietra Ligure
  - Basilique de Saint-Nicolas de Pietra Ligure
- Rapallo
  - Basilique Saints-Gervais-et-Protais
  - Sanctuaire Nostra Signora di Montallegro
- San Remo
  - Basilique Collégiale Cathédrale de San Siro
- Santa Margherita Ligure
  - Sanctuaire Notre-Dame de la Rose
- Sassello
  - Basilique de la Conception
- Sestri Levante
  - Basilique Sainte-Marie de Nazareth